# Scharnweberstraße
Scharnweberstraße – stacja metra w Berlinie, na linii U6, w dzielnicy Reinickendorf, w okręgu administracyjnym Reinickendorf. 

## Historia
W trakcie powstawania stacja miała roboczą nazwę „Boisko Sportowe”, w ten sposób stacja metra również była tak nazywana w oficjalnych planach miasta. Otwarto ją 31 maja 1958 roku – nie pod nazwą pobliskiego Eichborndamm, lecz jako Scharnweberstrasse (Eichborndamm). Nazwę tę wybrano, aby uniknąć pomyłek ze stacją S-Bahn Eichborndamm (wówczas błędnie nazywaną Eichbornstrasse). Tytułowa Scharnweberstrasse oddalona jest od obiektu o około 90 metrów. 
W 1965 roku przy zachodnim wejściu zmodernizowano schody ruchome. Od 7 grudnia 2010 roku w metrze dostępna jest winda zapewniająca dostęp bez barier. Koszty tego wyniosły 1,2 mln euro. 